# Aphrodes brachycephalus
Aphrodes brachycephalus är en insektsart som beskrevs av Rauno E. Linnavuori 1979. Aphrodes brachycephalus ingår i släktet Aphrodes och familjen dvärgstritar. Inga underarter finns listade i Catalogue of Life.